# Charles Ogerau

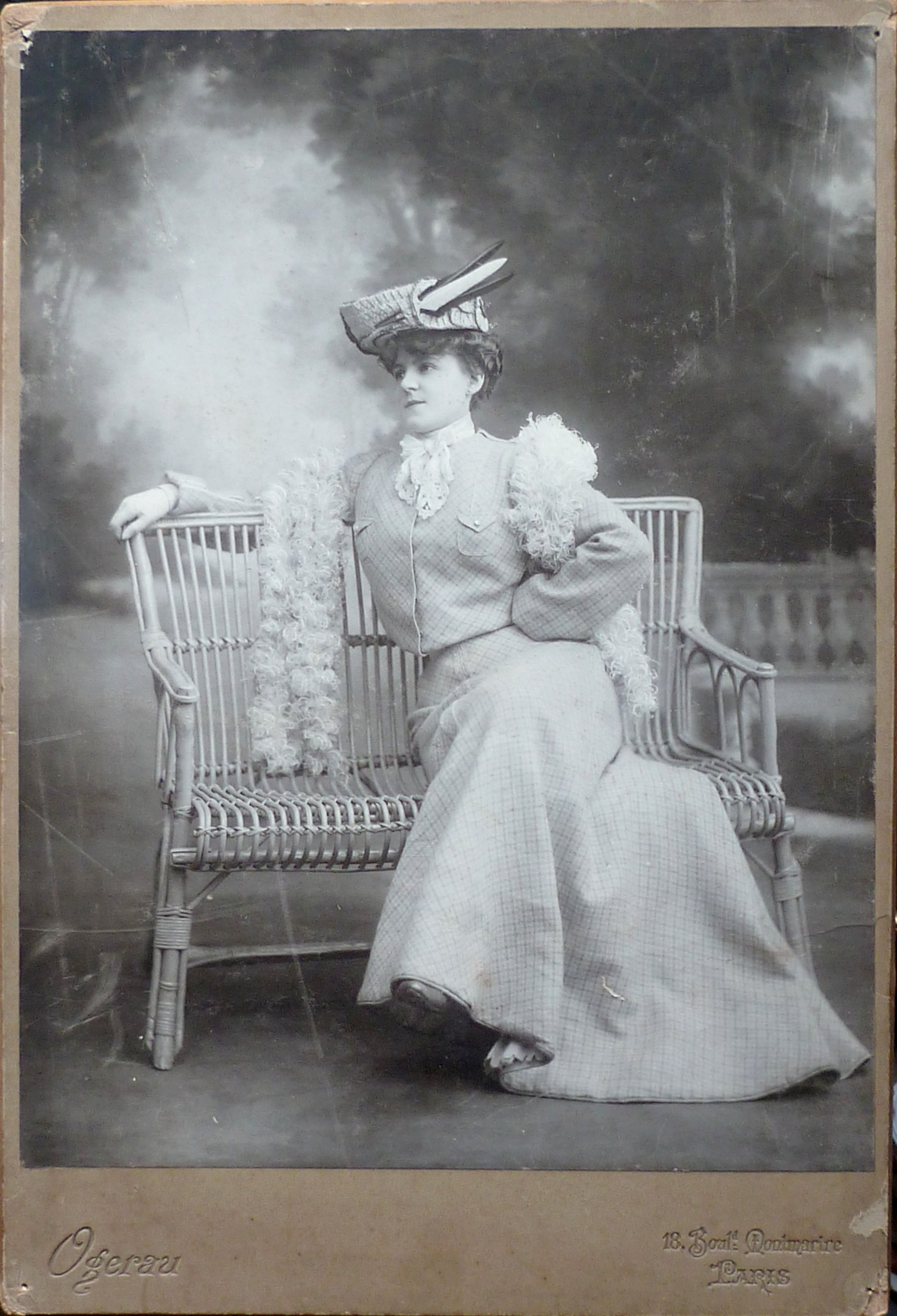
Cliché vers 1895, typique de la production de Charles Ogerau.

Charles Pierre Ogerau, né à Paris le 17 février 1868 et mort à Saint-Brevin-les-Pins le 15 août 1908, est un photographe français. Il fréquenta aussi activement les milieux anarchistes du début du XXe siècle.

## Biographie
Il est le fils de Frédéric Pierre Ogerau et de d'Albertine Philippine Grosholz. Il ouvre un studio de photographie au n°18 du boulevard Montmartre vers 1885 et se spécialise dans les portraits de femmes du spectacle, certaines de ses photos restées célèbres sont éditées en cartes postales, notamment les photos de Cléo de Merode ou d'Emma Calvé.

## Ogerau anarchiste
Le directeur des ventes du studio de Charles Ogerau, Alfred Fromentin qui était surnommé « l’anarchiste millionnaire », devient son beau-frère et introduit Ogerau dans le milieu militant anarchiste du tournant du siècle. Ogerau fait la connaissance de Charles Malato et Henri Zisly et collabore avec eux à l'édition du journal L'Indiscutable qui paraît à Royan en 1902. Ensuite, il fonde avec Alfred Fromentin Le Balai social qui paraît à Mantes (aujourd'hui Mantes-la-Jolie) de 1904 à 1906,.

## Quelques photographies

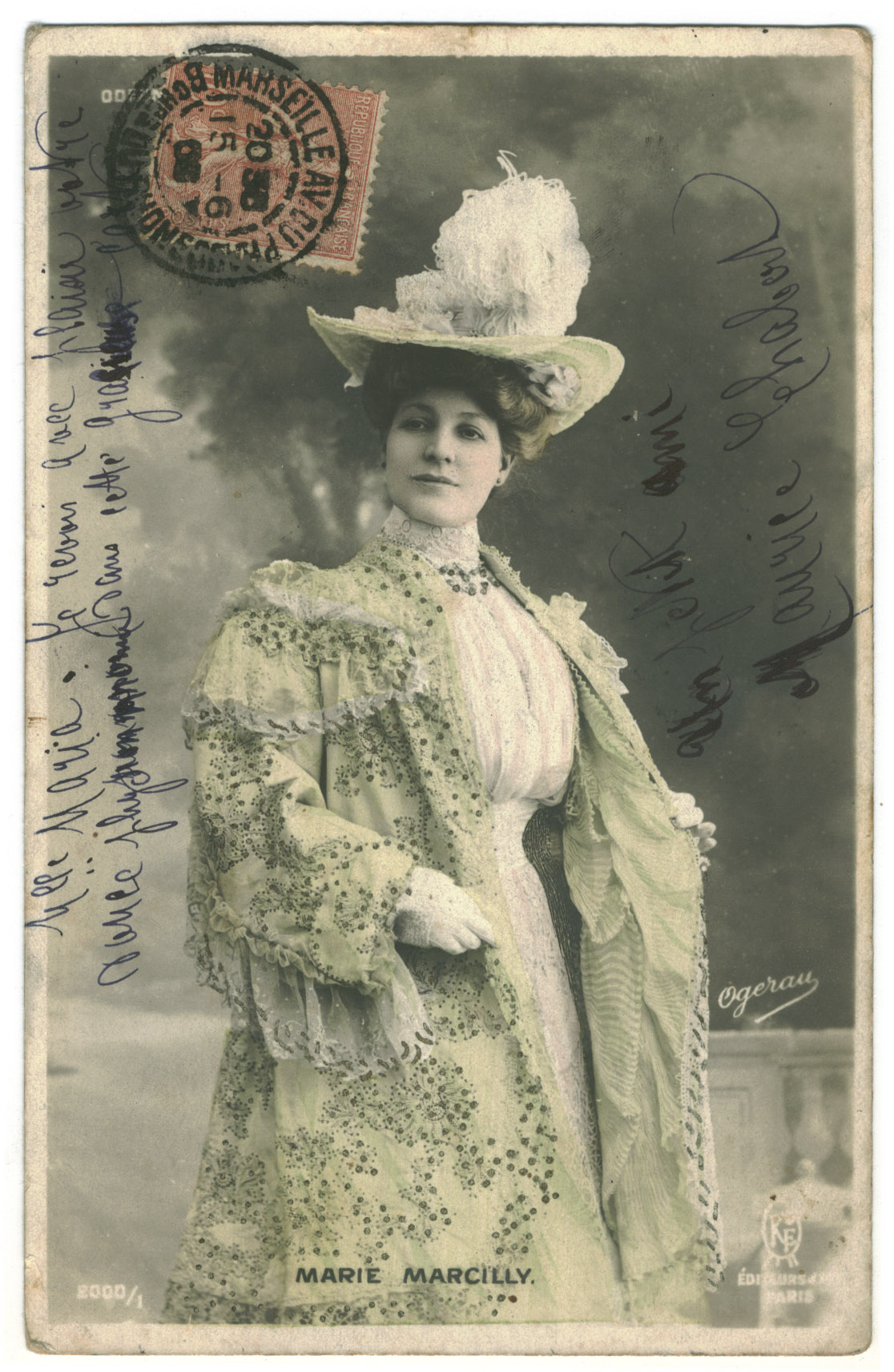
Marie Marcilly en carte postale vers 1905.
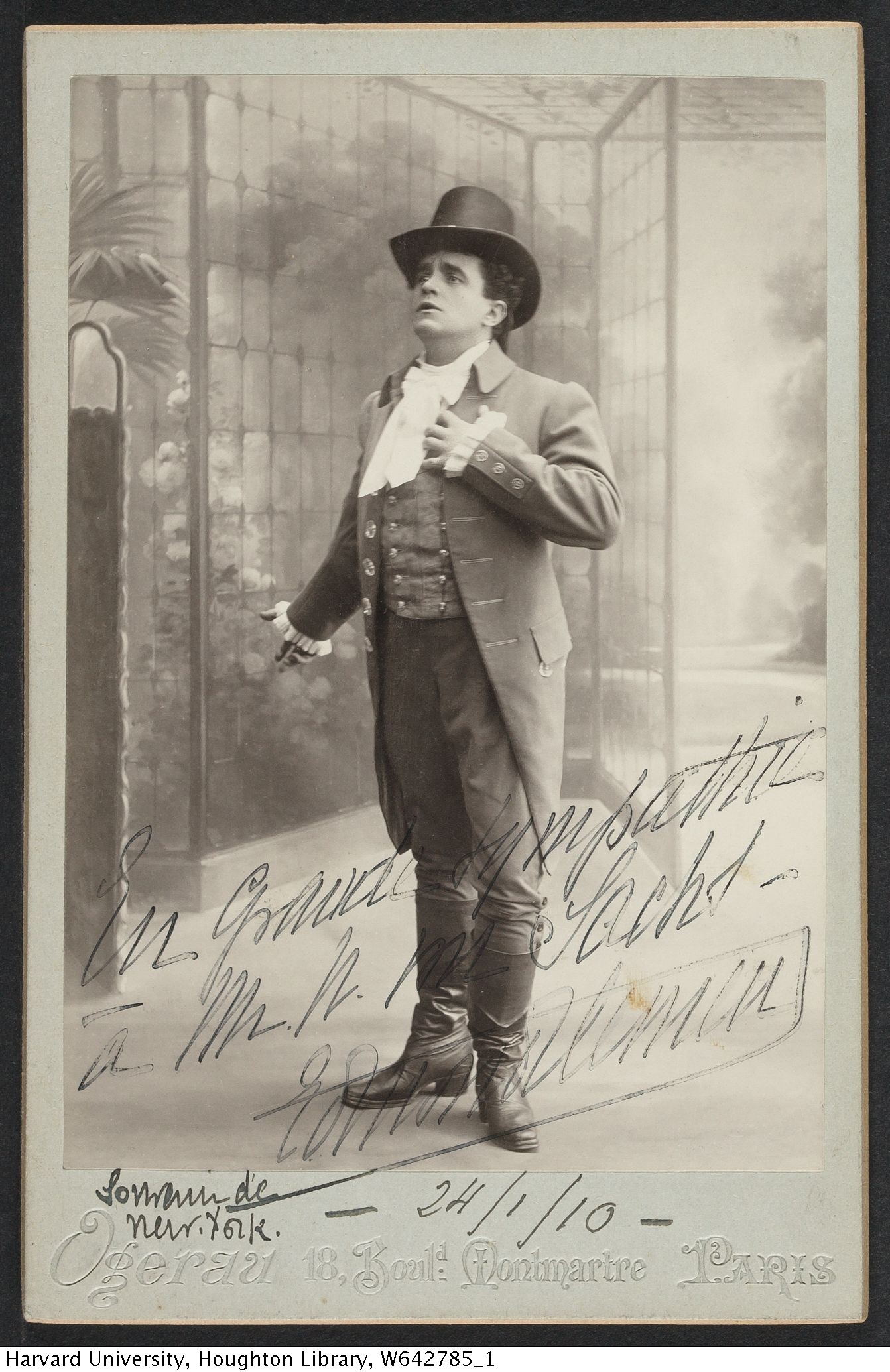
Edmond Clément, photo format Cabinet, dédicacée en 1910.
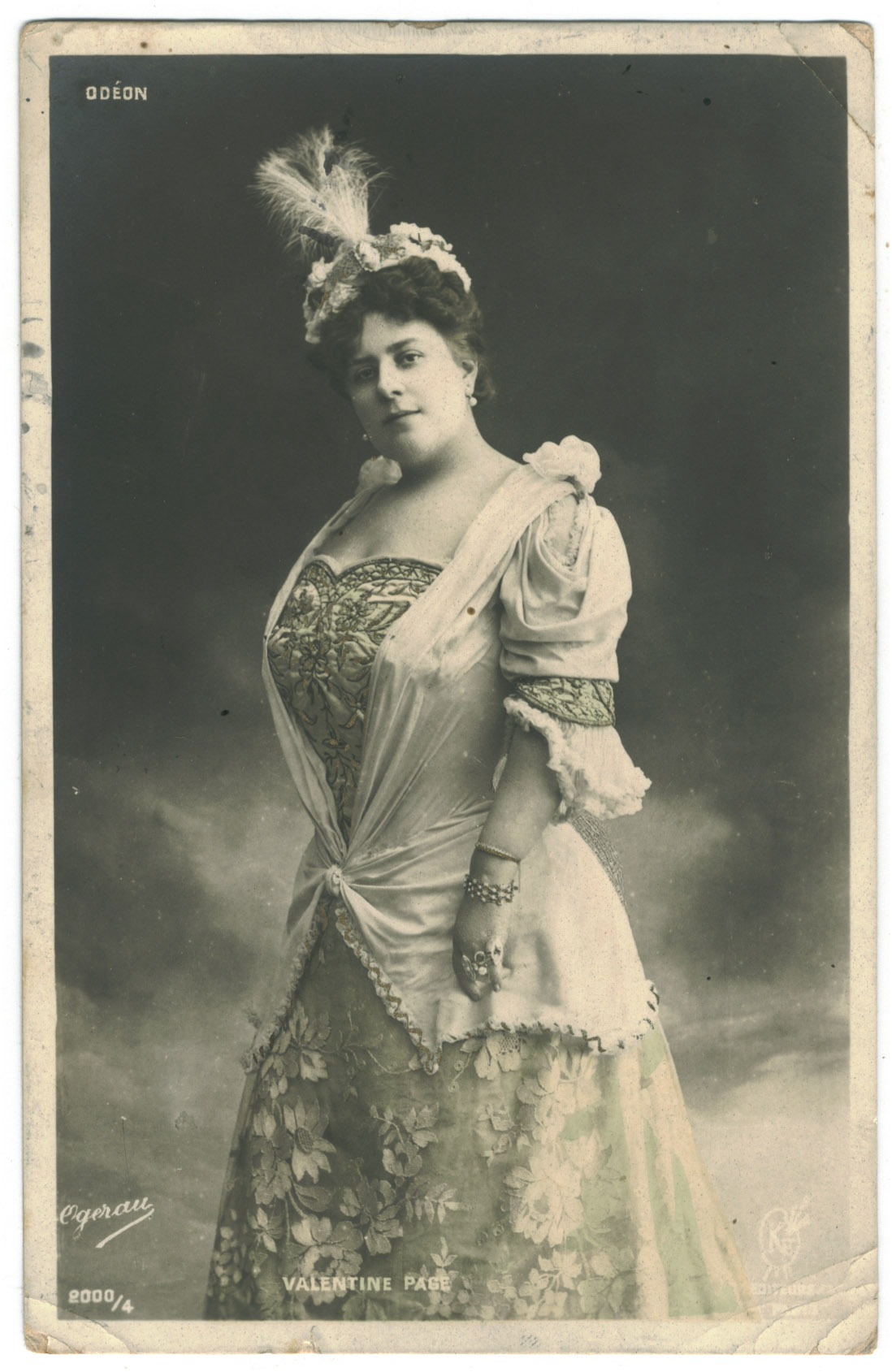
Valentine Page, retirage tardif.
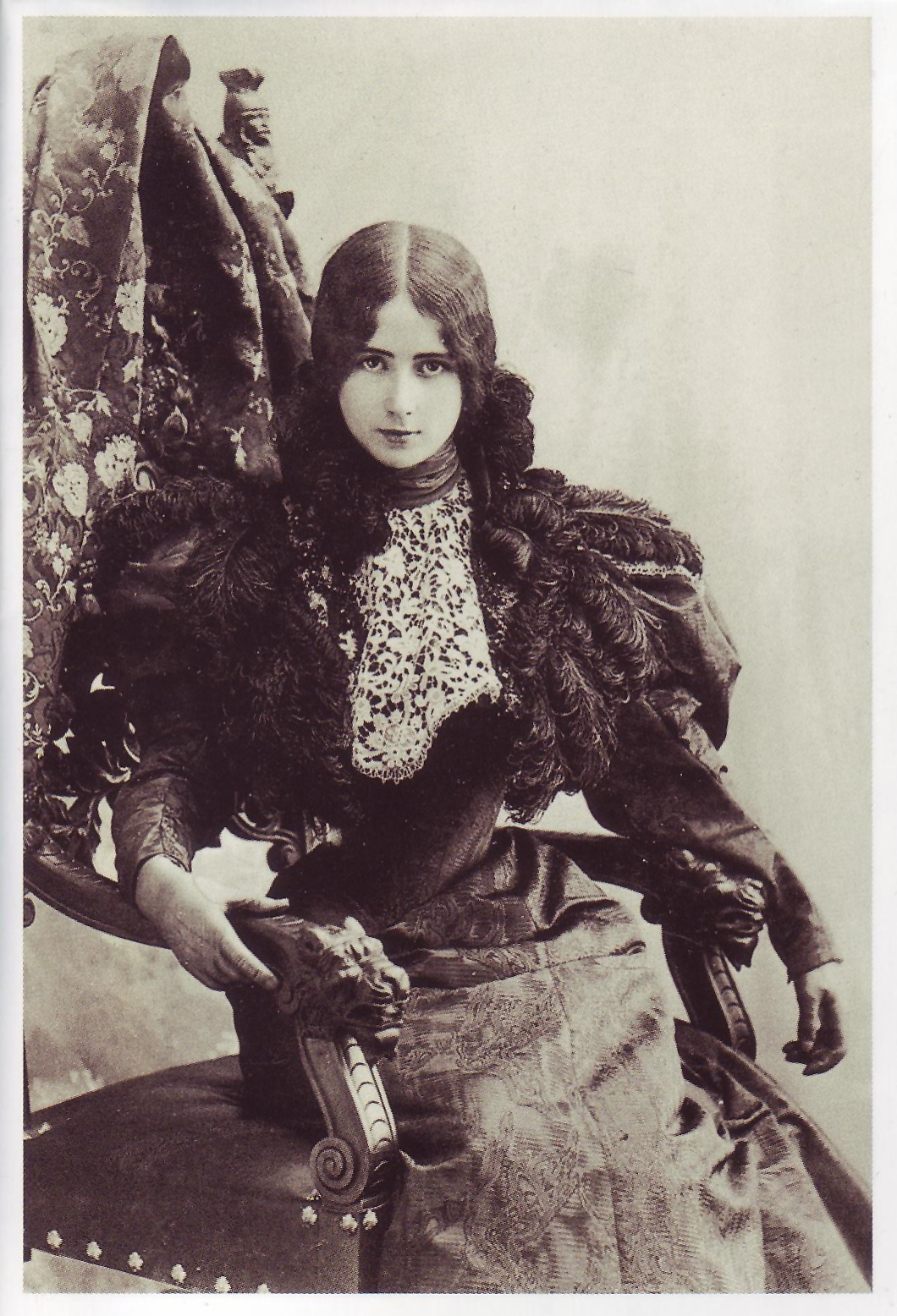
Cléo de Mérode, vers 1893, musée d'Orsay
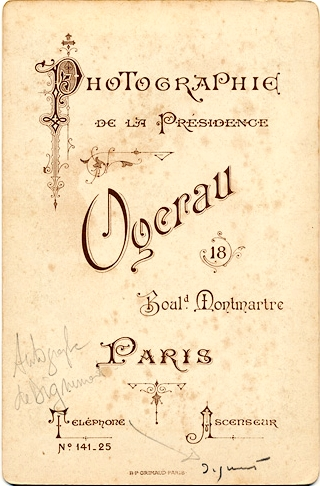
Verso des cartons de Charles Ogerau vers 1890.